# Strumaria picta
Strumaria picta là một loài thực vật có hoa trong họ Amaryllidaceae. Loài này được W.F.Barker miêu tả khoa học đầu tiên năm 1943.